# Jeannot de Crousaz
Pour les articles homonymes, voir Famille de Crousaz.
Jeannot de Crousaz, né le 20 mai 1822 à Trey et mort le 7 octobre 1883 à Lausanne, est un notaire, un juge cantonal, un directeur d'entreprise de chemins de fer, un administrateur de banque et une personnalité politique suisse.

## Biographie
De confession protestante, originaire de Trey, Jeannot de Crousaz est le fils d'Alexandre Frédéric de Crousaz et de Susanne Marie Cornamusaz. Il épouse Julie Henriette Joël. Après des études notariales à Lausanne, il obtient sa patente en 1847. Il travaille comme notaire à Trey entre 1848 et 1863 puis comme juge cantonal entre 1863 et 1873. Promoteur de la ligne de chemins de fer de la Broye (Moudon-Payerne), il devient ensuite directeur de l'entreprise jusqu'en 1876. Il est en parallèle membre du conseil général de la Caisse hypothécaire vaudoise entre 1875 et 1876, puis administrateur de l'Union vaudoise de crédit de 1867 à 1869 et de 1880 à 1882.

### Carrière politique
Jeannot de Crousaz commence sa carrière politique en tant que membre du Parti libéral avant de rejoindre le Parti radical-démocratique en 1866. Il est député au Grand Conseil vaudois à trois reprises, de 1849 à 1851, de 1862 à 1863 et de 1874 à 1876. Il est membre en 1861 de l'assemblée constituante nommée pour réviser la Constitution vaudoise puis Conseiller aux États du 7 juillet 1862 au 1er mai 1863. Il est Conseiller d'État dès le 24 mai 1876 ; il y dirige le département militaire jusqu'au 10 juin 1878, puis celui des travaux publics jusqu'en 1883,,.